# Historia del Egipto persa

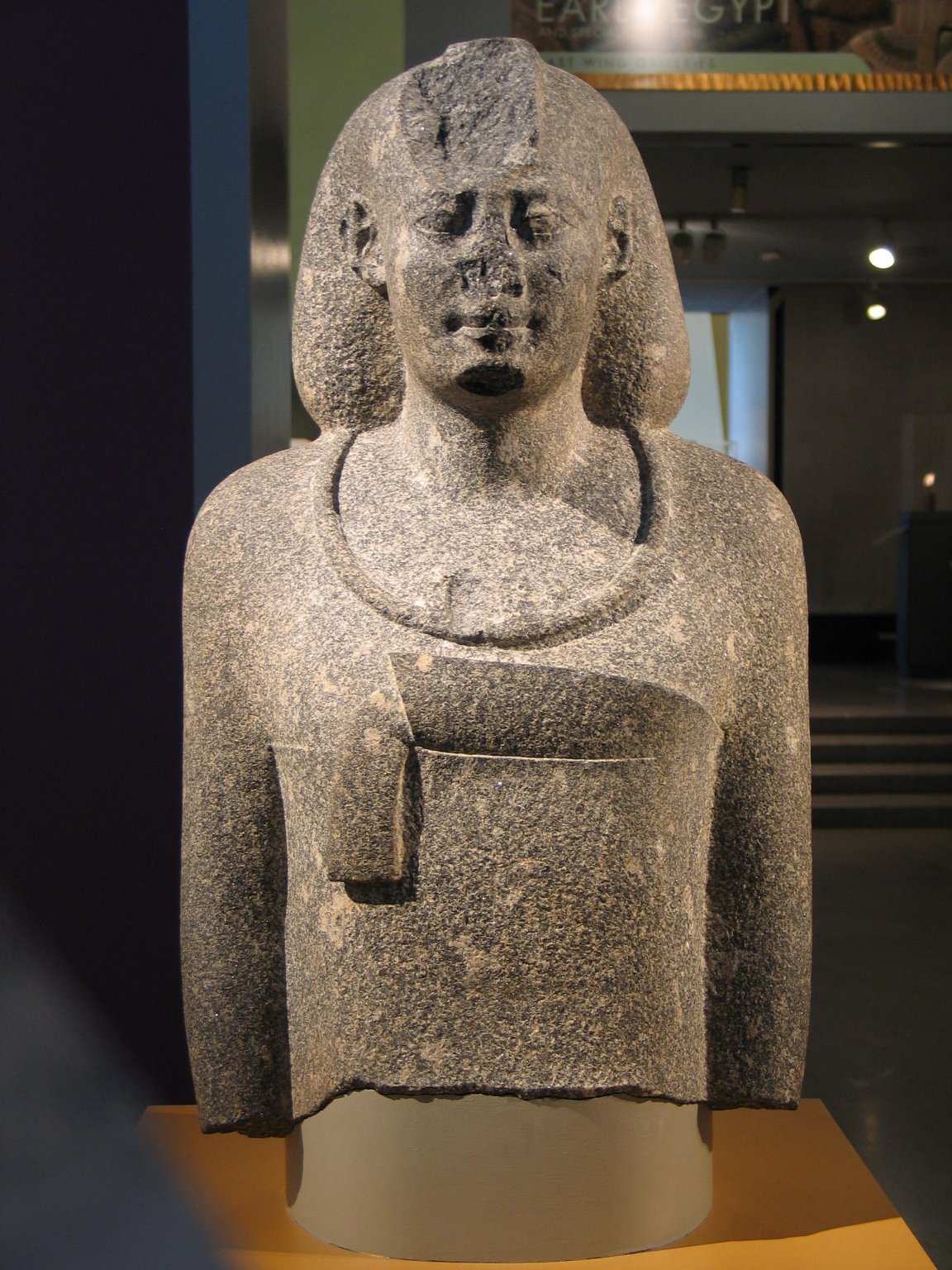
Hombre egipcio portando vestimentas persas, c. 343-332 a. C.

La historia del Egipto persa se divide en tres eras:
- Egipto aqueménida (525-404 a. C. y 343-332 a. C.), en referencia a dos períodos de gobierno aqueménida marcados por un intervalo de independencia:
  - Vigésimo séptima dinastía de Egipto (525–404 a. C.), también conocida como la Primera Satrapía egipcia.
  - Trigésima primera dinastía de Egipto (343–332 a. C.), también conocida como la Segunda Satrapía egipcia.
  - Egipto sasánida (619–629 d. C.), en referencia a un período de ocupación del Imperio sasánida (Segundo Imperio Persa), después de la conquista sasánida de Egipto y poco antes de las invasiones musulmanas.

Egipto era un país rico y los persas lo habían codiciado durante más de un milenio. Había sido conquistada dos veces por los aqueménidas (525-404 y 343-332 a. C., antes de la conquista de Alejandro), pero el estable y poderoso reino ptolemaico, y luego el Imperio Romano, mantuvieron alejados a los persas de Egipto durante gran parte de los periodos griego, romano y bizantino. Pero los designios expansionistas del rey sasánida Cosroes II (590–628), aprovechando un período turbulento en el lado bizantino, permitieron a los persas bajo el mando de Sharvaraz conquistar Egipto una vez más (entre otras partes del Cercano Oriente), por un período corto (619–629).